# Eupithecia austeraria
Eupithecia austeraria är en fjärilsart som beskrevs av Herrich-Schäffer 1848. Eupithecia austeraria ingår i släktet Eupithecia och familjen mätare. Inga underarter finns listade i Catalogue of Life.